# Bjørkasjø
Bjørkasjø er en sø i Falkenbergs kommun i Halland og er en del af Ätran-Himleåns kystområde. Søen er 30 meter dyb, har et areal på 0,67 kvadratkilometer og ligger 74,2 meter over havets overflade. Ved forsøgsfiskeri er der blevet fanget aborre, gedde, skalle og rudskalle i søen.
Bjørkasjø har flere små sandstrande og masser af skov omkring sig. Søen er ofte meget mørk, da tilstrømningen er påvirket af humusstoffer. Vejen Köinge-Stegared løber tæt på den sydvestlige del af søen. I Bråtadal på den østlige side af søen ligger vandrehjemmet "Björkekullen", en tidligere børnekoloni. Adgang fra vejen Åkulla-Svartrå, som passerer Bockstens mosse mod vest.
Søen har en stor og sund fiskebestand. Fiskekort er påkrævet for fiskeri. En lille ø i Bjørkasjø er hjemsted for en ynglende rødben, og øen og det omkringliggende vandområde (100 m) er blevet erklæret fuglereservat, og ved søen ligger også naturreservatet Ælmebjær.